# Каманкуль
Каманкуль — деревня в Октябрьском районе Челябинской области России. Входит в состав Лысковского сельского поселения.

## География
Расположена в северной части района, на берегу озера Каманкуль (отсюда назв.).  Расстояние до Октябрьское — 23 км. 

## История
Деревня основана крестьянами Кочердыкской слободы, примерно 1816 году. В 1928 организован колхоз «Смычка»..

## Население
| 2002 | 2010 |
| ---- | ---- |
| 94   | ↘48  |

(в 1838 — 78, в 1878 — 447, в 1900 — 475, в 1916 — 573, в 1926 — 595, в 1995 — 121)

## Улицы
- Каманкульская улица